# 栄インターチェンジ・ジャンクション
栄インターチェンジ・ジャンクション（さかえインターチェンジ・ジャンクション）は、神奈川県横浜市栄区田谷町に建設中の横浜環状南線および横浜湘南道路のインターチェンジおよび双方を接続する予定のジャンクションである。名称は仮称である。横浜湘南道路と横浜環状南線公田インターの両方向を結ぶランプは2車線で建設される予定である。

## 道路
- C4 / E66 横浜環状南線（圏央道）

当インターを境に、釜利谷JCT方面が C4 で戸塚IC方面が E66 である。
- C4 横浜湘南道路（圏央道）

## 歴史
- 未定
  - 横浜湘南道路・栄IC/JCT - 藤沢IC間開通予定[2]。
  - 横浜環状南線・釜利谷JCT - 戸塚IC間開通予定[2]。

## 周辺
- 住友電気工業  横浜製作所
- 瑜伽洞

## 隣
C4 / E66 横浜環状南線（圏央道）
公田IC（事業中） - 栄IC/JCT（事業中） - 戸塚IC（事業中）
C4 横浜湘南道路（圏央道）
栄IC/JCT（事業中）- 藤沢IC